# Кристијана Аманпур
Кристијана Аманпур (енгл. Christiane Amanpour, перс. کریستین امان‌پور; Лондон, 12. јануара 1958) је америчка новинарка и водитељ Еј-Би-Си њуза (енгл. ABC News), бивши главни међународни дописник Си-Ен-Ена где је радила 27 година. Такође је и члан Главног одбора Међународне фондације женских медија (енгл. International Women's Media Foundation).

## Биографија

### Младост
Кристијана Аманпур је рођена у Лондону. Њен отац је Иранац по имену Мухамед, директор једне авио-компаније, а мајка јој је Енглескиња Патриша. У Ирану је породица Аманпур водила удобан живот под влашћу Мухамеда Резе Пахлавија.
Основно образовање је стекла у Ирану, да би је потом са 11 година породица послала у интернат у Енглеску. Похађала је католичку женску школу Њу Хол која се налази у Челмсфорду (Есекс) у Енглеској. Убрзо након избијања иранско-ирачког рата, цела породица се преселила у Енглеску, где и данас живи.
Кад је дипломирала на Њу Холу, Аманпурова се преселила у САД на студије новинарства на универзитету на Роуд Ајланду. Током студија, радила је на радио-станици алтернативног рока у Провиденсу, WBRU-FM, затим за филијалу NBC, WJAR из Провиденса, као графички дизајнер. Дипломирала је 1983. године.

### Си-Ен-Ен
За Си-Ен-Ен је почела да ради 1983. године, у страној редакцији у Атланти, Џорџија, као асистент. Први значајнији задатак који је добила кад је почела да ради као страни дописник, био је извештавање о ирачко-иранском рату, да би 1986. године била послата у источну Европу да извештава о распаду европског комунизма. Три године касније, 1989, премештена је у Франкфурт, у Немачкој одакле је извештавала о демократским револуцијама које су се шириле истоком Европе у оно време.
Године 1990. извештавала је о ирачкој окупацији Кувајта као и о рату у Персијском заливу који је уследио након тога. Неколико година касније, прешла је на Балкан одакле је почела да извештава о рату у Босни, као и многим другим конфликтима у зони. Током опсаде Сарајева због емотивних извештаја које је оданде слала, гледаоци и критичари су довели у питање њену професионалну објективност наводећи да су многи њени извештаји биле неправедно пристрасни у корист босанских Муслимана, на шта је она одговорила:
У неким ситуацијама једноставно је немогуће бити неутралан, јер ако си неутралан онда си саучесник. Бити објективан не значи третирати све стране исто, него дати једнаку прилику свим странама да кажу своје.
У периоду од 1992. до 2010. Аманпурова је била Си-Ен-Енов главни међународни дописник. Такође је била домаћин дневног Си-Ен-Еновог програма „Аманпур“ (Amanpour) у коме је интервјуисала светски познате политичаре и медијске личности као што су Роберт Мугабе, принцеза Ранија, Ехуд Барак, Хилари Клинтон или Боб Гејтс. Извештавала је са главних светских кризних жаришта, као што су Ирак, Авганистан, Палестина, Иран, Израел, Пакистан, Сомалија, Руанда, Балкан, и САД, током урагана Катрина.
Добила је ексклузивне интервјуе од светских лидера Блиског истока, Европе и Африке, укључујући иранске председнике Мохамеда Хатамија и Махмуда Ахмадинежада, као и председнике Авганистана, Судана и Сирије. Након 11. септембра 2001, била је први страни дописник који је интервјуисао британског премијера Тонија Блера, француског председника Жака Ширака и пакистанског председника, Первеза Мушарафа.
Између 1996. и 2005. године, творац познатог америчког програма 60 Minutes (60 минута), Дон Хјуит (Don Hewitt), ангажовао ју је за свој програм. Задатак Аманпурове је био да обезбеди четири-пет међународних извештаја годишње, који су јој донели награду Пибоди (Peabody Award) 1998. године. Хјуитов наследник, Џеф Фејгер (Jeff Fager), није био у истој мери одушевљен њеним радом, те је закључио њен уговор са овим програмом.
Током њене каријере било је незаборавних момената, као на пример онај када јој је Јасер Арафат спустио слушалицу док га је телефонски интервјуисала током опсаде његовог резиденцијалног комплекса марта 2002. године

### Еј-Би-Си њуз
Марта 2010. године Аманпурова је објавила да напушта Си-Ен-Ен и да прелази на Еј-Би-Си њуз, где је требало да ради као водитељ емисије This Week (Ове недеље). Своју прву емисију имала је 1. августа 2010. године. Након првих два месеца, гледаност ове емисије пала је на најнижи ниво од 2003. године.
Дана 28. фебруара 2011, интервјуисала је Моамера ел Гадафија и његова два сина, Сејфа ел Ислама и Ал Садија ал Гадафија.

## Критике

### Америчка политика
Конзерватинвно оријентисани Центар за истраживање медија (Media Research Center) је упутио Аманпуровој критике на рачун неких њених извештаја у којима она износи позитивне оцене о демократским политичарима. Године 1999. рекла је Хилари Клинтон: „Многе жене које срећем на својим путовањима ван Америке веома су импресиониране вама и диве се вашој достојанствености.“
Такође, 2009. године, када је Барак Обама добио Нобелову награду за мир, Кристина Аманпур је стала у његову одбрану пошто су многи сматрали да је није заслужио: „Мислим да је та хајка на његову награду претерана. Очигледно је да је он урадио нешто значајно — након осам година током којих су САД биле предмет презира у целом свету, САД су сад успоставиле нови однос са остатком света.“

### Происламска оријентација
Оштре критике на објективност репортерског рада Кристијане Аманпур дошле су од произраелски оријентисаних група као што су Онест рипортинг (Honest Reporting) или Комитет за тачно извештавање са Средњег истока у Америци (Committee for Accuracy in Middle East Reporting in America (CAMERA)), подстакнуте Си-Ен-Еновим документарцем God's Warriors (Божји ратници) у ком она као продуцент анализира пораст и јачање верског фундаментализма у свету. Неки медији су епизоду Јеврејски божји ратници (God's Jewish Warriors) окарактерисали као „гадост Си-Ен-Ена“.
Онест рипортинг је у својој критичкој студији Hard on Jews, soft on Islam (Сурова према Јеврејима, блага према исламу) закључио да је извештавање Аманпурове „пристрасно, нетачно и пуно лажног морала“.
Аманпурова се 1992. године налазила у Босни у својству ратног извештача. Извештавала је из Кисељака, који је био под контролом хрватских снага без икаквих оштећења иако је био недалеко од Сарајева и ратних дешавања. Дана 22. децембра, написала је:
Док људи у Сарајеву умиру од глади, Срби живе у изобиљу.
Стефан Кинцер из Њујорк тајмса је 9. октобра 1994. критиковао њено извештавање о рату у Босни. Кинцер је цитирао једног колегу који ју је описао док је извештавала о дешавањима на Маркалама у Сарајеву:
Седела је у Београду када се десио тај масакр на пијаци, а онда се појавила у програму говорећи да су то највероватније урадили Срби. Она то никако није могла да зна. Мислила је да је свезналица, што једноставно ни један новинар не може да буде.
У јануару 2004, тужиоци у суђењу против Станислава Галића, српског генерала који је учествовао у опсади Сарајева, укључили су међу доказе извештај стручњака за оружје, Берка Зечевића, који је навео укупно шест могућих позиција одакле је бомбардовање пијаце на Маркалама могло да буде извршено, од којих је пет било под српском контролом, а једно под контролом муслиманских снага. Место под контролом муслиманских снага било је у видокругу посматрача Унпрофора који су известили да са тог места није било пуцано. Зечевић је такође навео и су неки делови пројектила могли бити произведени на само два места, оба под контролом снага Републике Српске. Суд је прогласио Галића кривим ван сваке сумње.
Аманпурова је, коментаришући критике на своје извештавање због недостатка неутралности током рата у бившој Југославији, рекла:
Неки су ме оптужили да сам била промуслимански оријентисана у Босни. Наш посао јесте да се побринемо да све стране добију равноправан третман у медијима, међутим, код геноцида не може се бити неутралан. Не можеш тек тако да кажеш, 'Овај дечак је добио метак у главу и убијен је у опседнутом Сарајеву, и то је учинио овај човек, али можда је био нервозан зато што се посвађао с женом.' Не, ту не постоји једнакост, и ми морамо да кажемо истину.

## Приватни живот
Аманпур је члан Комитета за заштиту новинара (Committee to Protect Journalists), као и многи други истакнути новинари.
Удата је за Џејмса Рубина, бившег помоћника државног секретара САД, представника Стејт департмента у администрацији Била Клинтона, и тренутно незваничног саветника државне секретарке САД, Хилари Клинтон, и председника Барака Обаме. Њихов син, Даријус Џон Рубин, рођен је 2000. године. Породица живи у Њујорку.
Аманпур течно говори енглески, персијски и француски језик.

## Појављивања у медијима
Кристијана Аманпур се појавила у неколико филмова и серија глумећи саму себе. Појавила се у филмовима Ајрон мен 2 и Пинк Пантер 2, као и у серији Gilmore Girls.